# Église Saint-Jean-Baptiste de Roquebrune
Pour les articles homonymes, voir Église Saint-Jean-Baptiste.
L'église Saint-Jean-Baptiste de Roquebrune est une église catholique située à Roquebrune, en France.

## Localisation
L'église est située dans le département français de la Gironde, sur la commune de Roquebrune, dans le nord du bourg.

## Historique
L'édifice construit, à l'origine, vers la fin du XIIe siècle ou le début du XIIIe faisait partie d'une commanderie qui appartint aux Templiers puis aux chevaliers de l'Ordre de Jérusalem ; il est inscrit au titre des monuments historiques par arrêté du 16 avril 2002 en totalité.

## Notes et références

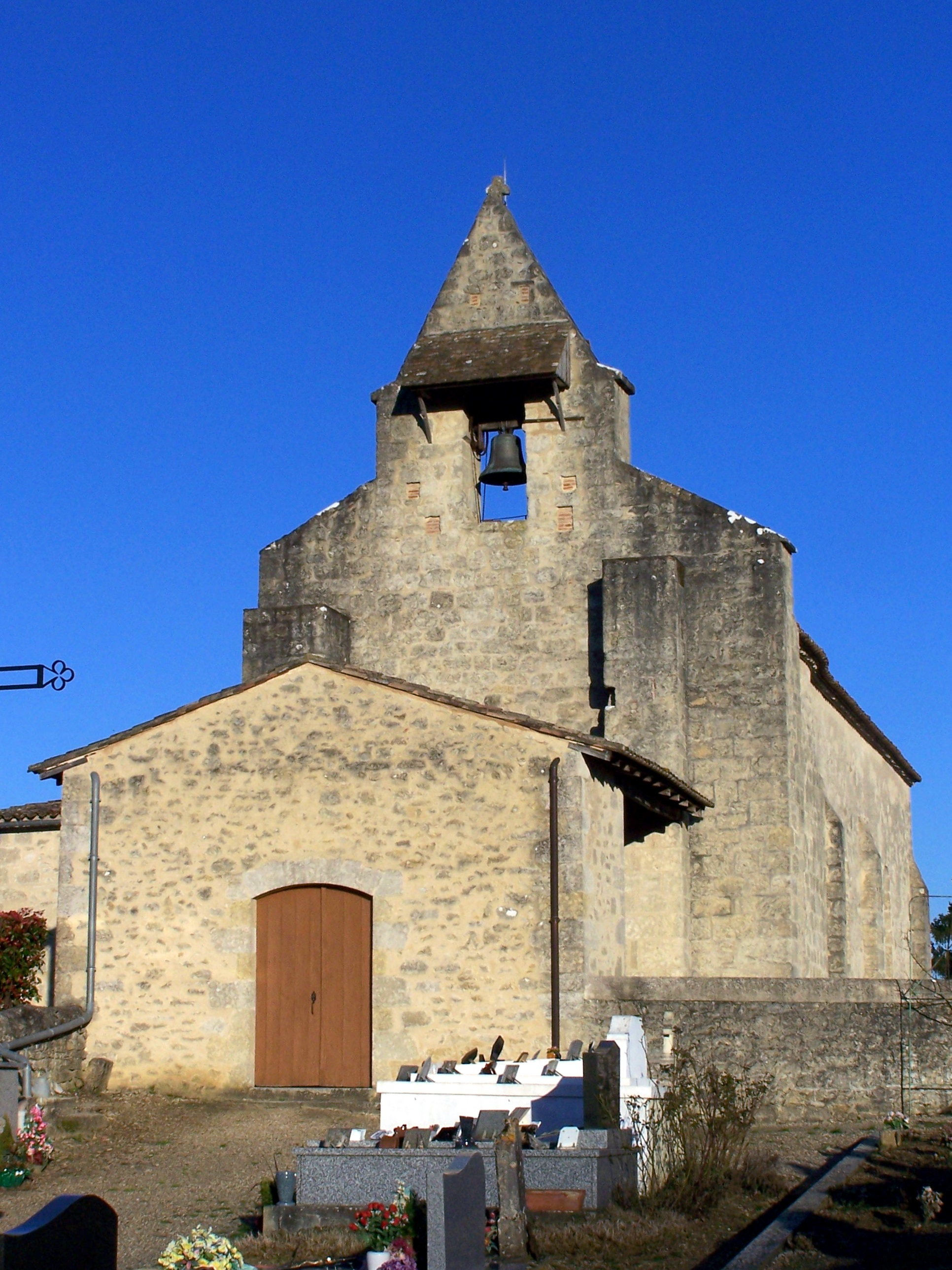
Vue au sud-ouest depuis le cimetière (fév. 2010)
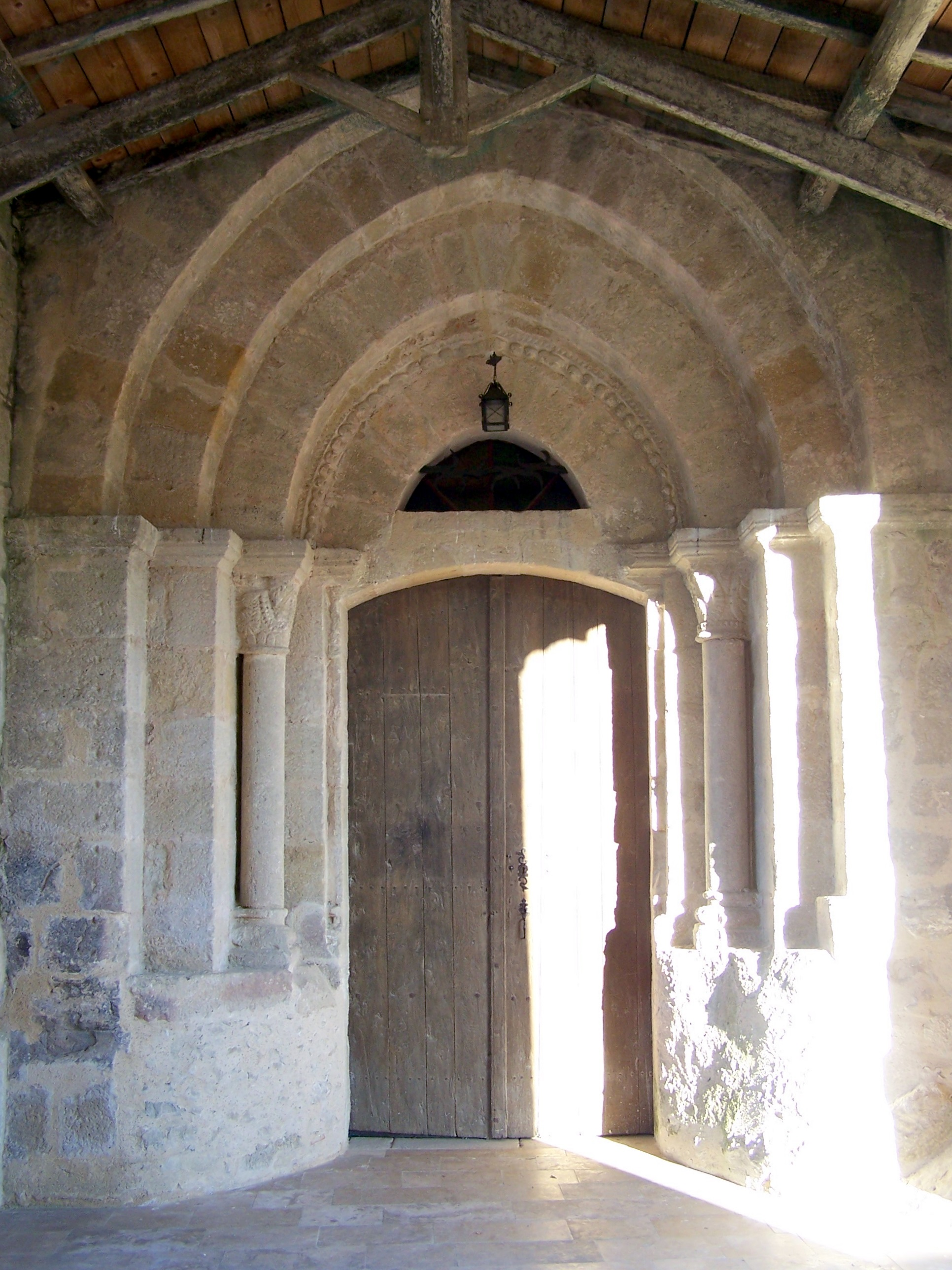
Le portail (fév. 2010)